# Il bolide n. 13
Il bolide n. 13 (The Lucky Devil o Lucky Devil) è un film muto del 1925 diretto da Frank Tuttle. La sceneggiatura di Townsend Martin si basa su un soggetto di Byron Morgan. Prodotto dalla Famous Players-Lasky Corporation e distribuito dalla Paramount Pictures, il film aveva come interpreti Richard Dix, Esther Ralston, Edna May Oliver, Charles Sellon.

## Trama
Randy Farman, dopo avere vinto alla lotteria un'auto da corsa, lascia il suo lavoro nel reparto campeggio di un grande magazzino e parte alla volta del West. Rimasto senza benzina, perde tutti i suoi soldi ma si innamora di Doris, una ragazza che, accompagnata dalla zia, si sta recando a Nampa City per reclamare un'eredità. Quando il terzetto giunge a destinazione, Doris e la zia scoprono che lo zio, che le ha invitate, è completamente matto. L'uomo, dopo avere inventato la storia del lascito, è stato rinchiuso in manicomio e l'eredità promessa rimane per loro solo un bel sogno. Randy, per raggranellare qualche soldo, partecipa a un incontro di pugilato, riuscendo a stare sul ring abbastanza a lungo da vincere il biglietto per una gara automobilistica che si tiene durante la fiera annuale della contea. La partecipazione alla corsa, però, si rivela più difficile del previsto: essendosene Randy andato via senza pagare il conto dell'albergo, lo sceriffo gli occupa la macchina e Randy è costretto per tutta la gara a guidare con lo sceriffo seduto sul sedile accanto. Nonostante tutto, il giovanotto riesce ad arrivare primo, vincendo un grosso premio e l'amore di Doris.

## Produzione
Il film fu prodotto dalla Famous Players-Lasky Corporation.

## Distribuzione
Il copyright del film, richiesto dalla Famous Players-Lasky Corp., fu registrato il 10 agosto 1925 con il numero LP21721.

Distribuito negli Stati Uniti dalla Paramount Pictures, il film fu presentato in prima a New York il 7 luglio 1925, uscendo poi nelle sale, il 13 luglio 1925, in una versione di 1.805 metri; la Famous-Lasky Film Service (casa distributrice del film anche in Australia e Canada) lo distribuì nel Regno Unito il 12 aprile 1926 in una versione della lunghezza di 1.860 metri. In Finlandia, uscì il 17 gennaio 1927; in Danimarca, con il titolo Et rigtigt Mandfolk, il 1º giugno 1927. In Austria, venne ribattezzato Der Teufelsjunge; in Brasile, Da Desgraça à Ventura; in Francia, Champion 13; in Spagna, El trece de la suerte.

In Italia, uscì nel 1926, distribuito dalla Paramount, con il visto di censura numero 22818 prendendo il titolo di Il bolide n. 13.
Copia incompleta della pellicola, mancante di un rullo, e altri frammenti sono conservati in alcuni archivi degli Stati Uniti: al George Eastman House di Rochester, all'UCLA Film And Television Archive di Los Angeles, al Pacific Film Archive di Berkeley.
La Grapevine Video ha distribuito in DVD il film nel febbraio 2012 in una versione di 65 minuti insieme al cortometraggio Line’s Busy.